# Copa América de Voleibol Feminino de 2025
A Copa América de Voleibol de Feminino de 2025 foi a 1.ª edição deste torneio organizado anualmente pela Confederação Sul-Americana de Voleibol (CSV). O torneio aconteceu entre os dias 2 e 6 de julho, sediado em Betim. No total, a disputa reúne cinco países latinos distintos que estiverem nas melhores posições do ranking.
De 1998 a 2008, a Copa América reunia apenas seleções masculinas da CSV e da Confederação da América do Norte, Central e Caribe de Voleibol (NORCECA). Com o retorno da competição anunciado em 14 de julho de 2024 durante a durante a 76.ª convenção ordinária da CSV em Belo Horizonte, a confederação anunciou a criação de uma categoria feminina da competição e contaria com uma equipe da NORCECA, representada pelo México. Mas, o país teve problemas com o visto. 
Por estar disputando a Liga das Nações e a competição ocorrer durante o período do segundo maior evento da Federação Internacional de Voleibol (FIVB), o Brasil enviou uma seleção alternativa para participar do evento.
A Argentina conquistou o primeiro título da competição com 100% de aproveitamento, perdendo apenas um set em toda a competição. Com a derrota do Brasil no confronto contra a Argentina, o Peru ficou com a medalha de prata, que também venceu as brasileiras de virada, que acabaram ficando com o bronze.

## Formato de disputa
Para critérios de sistema de pontos, o placar de 3-0 ou 3-1 garantiu três pontos para a equipe vencedora e nenhum para a equipe derrotada; já o placar de 3-2 garantiu dois pontos para a equipe vencedora e um para a perdedora. O torneio será disputado em fase única (sistema de pontos corridos), sendo definido o pódio pelo maior número de pontos.

## Equipes participantes
O torneio contou com 5 países participantes.:
| Equipe    | Última participação |
| --------- | ------------------- |
| Argentina | Estreante           |
| Brasil    | Estreante           |
| Chile     | Estreante           |
| Peru      | Estreante           |
| Venezuela | Estreante           |

## Local das partidas
A cidade de Betim, em Minas Gerais, foi selecionada como sede da competição em 12 de junho de 2025.
| Betim, Brasil        |
| -------------------- |
| Ginásio Divino Braga |
|                      |
| Capacidade: 6 000    |

## Fase única
Classificação
|  |          |
|  | Campeão. |

|     |           |     | Jogos | Jogos | Jogos | Resultados | Resultados | Resultados | Resultados | Resultados | Resultados | Sets | Sets | Sets   | Pontos | Pontos | Pontos |
| Pos | Equipe    | Pts | T     | V     | D     | 3–0        | 3–1        | 3–2        | 2–3        | 1–3        | 0–3        | V    | P    | R      | V      | P      | R      |
| --- | --------- | --- | ----- | ----- | ----- | ---------- | ---------- | ---------- | ---------- | ---------- | ---------- | ---- | ---- | ------ | ------ | ------ | ------ |
| 1   | Argentina | 12  | 4     | 4     | 0     | 3          | 1          | 0          | 0          | 0          | 0          | 12   | 1    | 12,000 | 321    | 224    | 1.433  |
| 2   | Peru      | 9   | 4     | 3     | 1     | 2          | 1          | 0          | 0          | 0          | 1          | 9    | 4    | 2.250  | 301    | 270    | 1.115  |
| 3   | Brasil    | 6   | 4     | 2     | 2     | 2          | 0          | 0          | 0          | 2          | 0          | 8    | 6    | 1.333  | 313    | 293    | 1.068  |
| 4   | Chile     | 3   | 4     | 1     | 3     | 1          | 0          | 0          | 0          | 0          | 3          | 3    | 9    | 0.333  | 236    | 284    | 0.831  |
| 5   | Venezuela | 0   | 4     | 0     | 4     | 0          | 0          | 0          | 0          | 0          | 4          | 0    | 12   | 0,000  | 202    | 302    | 0.669  |

### Rodada 1
| Data  | Hora  |           | Placar |           | Set 1 | Set 2 | Set 3 | Set 4 | Set 5 | Total | Relatório |
| ----- | ----- | --------- | ------ | --------- | ----- | ----- | ----- | ----- | ----- | ----- | --------- |
| 2 jul | 17:00 | Argentina | 3–0    | Peru      | 25–13 | 25–22 | 25–19 |       |       | 75–54 | Resultado |
| 2 jul | 20:00 | Brasil    | 3–0    | Venezuela | 25–12 | 25–16 | 27–25 |       |       | 77–53 | Resultado |

### Rodada 2
| Data  | Hora  |           | Placar |       | Set 1 | Set 2 | Set 3 | Set 4 | Set 5 | Total | Relatório |
| ----- | ----- | --------- | ------ | ----- | ----- | ----- | ----- | ----- | ----- | ----- | --------- |
| 3 jul | 17:00 | Argentina | 3–0    | Chile | 25–21 | 25–17 | 25–14 |       |       | 75–52 | Resultado |
| 3 jul | 20:00 | Brasil    | 1–3    | Peru  | 25–22 | 20–25 | 23–25 | 19–25 |       | 87–97 | Resultado |

### Rodada 3
| Data  | Hora  |           | Placar |           | Set 1 | Set 2 | Set 3 | Set 4 | Set 5 | Total | Relatório |
| ----- | ----- | --------- | ------ | --------- | ----- | ----- | ----- | ----- | ----- | ----- | --------- |
| 4 jul | 15:00 | Argentina | 3–0    | Venezuela | 25–11 | 25–18 | 25–15 |       |       | 75–44 | Resultado |
| 4 jul | 18:00 | Chile     | 0–3    | Peru      | 18–25 | 22–25 | 22–25 |       |       | 62–75 | Resultado |

### Rodada 4
| Data  | Hora  |        | Placar |           | Set 1 | Set 2 | Set 3 | Set 4 | Set 5 | Total | Relatório |
| ----- | ----- | ------ | ------ | --------- | ----- | ----- | ----- | ----- | ----- | ----- | --------- |
| 5 jul | 13:00 | Peru   | 3–0    | Venezuela | 25–22 | 25–9  | 25–15 |       |       | 75–46 | Resultado |
| 5 jul | 16:00 | Brasil | 3–0    | Chile     | 25–20 | 25–10 | 25–17 |       |       | 75–47 | Resultado |

### Rodada 5
| Data  | Hora  |        | Placar |           | Set 1 | Set 2 | Set 3 | Set 4 | Set 5 | Total | Relatório |
| ----- | ----- | ------ | ------ | --------- | ----- | ----- | ----- | ----- | ----- | ----- | --------- |
| 6 jul | 13:00 | Chile  | 3–0    | Venezuela | 25–23 | 25–22 | 25–14 |       |       | 75–59 | Resultado |
| 6 jul | 16:00 | Brasil | 1–3    | Argentina | 17–25 | 17–25 | 25–21 | 15–25 |       | 74–96 | Resultado |

## Classificação final
| Posição | Equipe    |
| ------- | --------- |
|         | Argentina |
|         | Peru      |
|         | Brasil    |
| 4       | Chile     |
| 5       | Venezuela |

## Prêmios individuais
A seleção do campeonato foi composta pelas seguintes jogadoras:
- MVP (Most Valuable Player):  Bianca Cugno